# Conus pulicarius
Conus pulicarius е вид охлюв от семейство Conidae. Видът не е застрашен от изчезване.

## Разпространение и местообитание
Разпространен е в Американска Самоа, Бруней, Вануату, Виетнам, Гуам, Западна Австралия, Източен Тимор, Индонезия (Калимантан, Малуку и Сулавеси), Кирибати, Китай (Гуандун, Гуанси, Джъдзян, Дзянсу, Фудзиен и Хайнан), Кокосови острови, Малки далечни острови на САЩ (Остров Бейкър, Уейк и Хауленд), Маршалови острови, Микронезия, Науру, Ниуе, Нова Каледония, Остров Рождество, Острови Кук, Палау, Папуа Нова Гвинея, Провинции в КНР, Самоа, САЩ (Хавайски острови), Соломонови острови, Тайван, Токелау, Тонга, Тувалу, Уолис и Футуна, Фиджи, Филипини, Френска Полинезия и Япония (Минамитори и Шикоку).
Обитава пясъчните дъна на океани, морета, лагуни и рифове. Среща се на дълбочина от 1 до 52 m, при температура на водата от 26,8 до 28,5 °C и соленост 34,4 – 35,8 ‰.